# Kolukısa, Kadınhanı
Kolukısa là một thị trấn thuộc huyện Kadınhanı, tỉnh Konya, Thổ Nhĩ Kỳ. Dân số thời điểm năm 2011 là 2.7 người.